# Chris Ware
Franklin Christenson Ware (Omaha, Nebraska; 28 de diciembre de 1967) es un historietista estadounidense, principalmente conocido por su serial The Acme Novelty Library, que incluye la novela gráfica Jimmy Corrigan, the Smartest Kid on Earth. Nacido en Omaha, Nebraska. Actualmente reside en Oak Park, Illinois.
Su novela gráfica Jimmy Corrigan, el chico más listo del mundo le ha permitido obtener el reconocimiento tanto de la crítica como del público, siendo publicada en múltiples países y habiendo obtenido abundantes galardones (ganó, entre otros, el Guardian First Book Award en 2001 —siendo la primera vez que una novela gráfica gana un premio literario en el Reino Unido— así como el premio al mejor álbum en el Festival del Cómic de Angulema, Francia en 2003).
Su obra, además, ha salido de los medios impresos para llegar a los circuitos habituales del arte, siendo expuesta en diversos museos, como el Whitney Museum of American Art (2002) y el Museum of Contemporary Art, Chicago (2006).
Su estilo, inspirado principalmente en los dibujantes de cómics estadounidenses de principios del siglo XX (Winsor McCay y Frank King, entre otros) y el diseño gráfico de las publicaciones de dicha época, aunque a veces acusado de frío, demuestra un dominio exquisito de las capacidades del medio, así como un afán continuo de experimentación, pudiendo considerarse a Chris Ware como unos de los principales renovadores del género en la actualidad.

## Biografía
Creció sin la presencia de la figura paterna, al que solo conoció siendo ya él un adulto, hecho que influyó en su obra.
En su infancia entra en contacto con las tiras de prensa gracias a su abuelo, que había sido periodista deportivo y redactor-jefe del diario Omaha World-Herald (donde su madre era también reportera y redactora). Gracias a esto, éste disponía de libros recopilatorios, que le eran enviados al ser publicadas las tiras en el periódico.
Fue así como C. Ware conoce a Snoopy y Carlitos. También, por aquella época, accede a cómics de superhéroes, principalmente de la editorial DC Comics.
Con 16 años se traslada a Texas, estudiando Bellas Artes en Austin. Por entonces, los intereses de C. Ware se centran en la cultura hippy, el consumo de marihuana y el cómic underground, especialmente los creados por Robert Crumb.
Una vez abandonada esta época de su vida, sus intereses se decantan por el género de la ciencia ficción; es entonces cuando crea al personaje Floyd Farland.
Sus primeras obras publicadas pertenecen al periodo 1986-1991, durante el cual realiza tiras de prensa para el diario universitario Daily Texan, en el que primero trabaja como asistente gráfico, para terminar dibujando historietas. Es en este último año en el que, tras trasladarse a Chicago, comienza a colaborar con el periódico de dicha ciudad New City.
En 1987 aparece Floyd Farland, Citizen of the Future recopilando algunas obras aparecidas anteriormente en prensa. Otras obras de estos primeros años son diversos trabajos de ilustración, así como colaboraciones en distintas revistas de cómics, como Raw, tras recibir una invitación de Art Spiegelman.
En 1994, Kim Thompson, le ofrece a Ware la posibilidad de publicar una serie regular propia bajo el sello de la editorial Fantagraphics. Ware acepta y comienza a editar su trabajo bajo la cabecera The Acme Novelty Library, serie con la que Ware continúa actualmente y que le ha proporcionado fama internacional.
Fue en varios números de esta, donde aparece prepublicada Jimmy Corrigan, the Smartest Kid on Earth, publicada en forma de novela gráfica en el 2000 por Pantheon Books (la traducción al castellano, Jimmy Corrigan, el chico más listo del mundo, se publicó en España en 2004, Planeta de Agostini).
A partir del número 16, The Acme Novelty Library es producida, impresa y publicada por el propio Chris Ware, dando comienzo a una nueva novela gráfica protagonizada por el personaje Rusty Brown. En dicho número se incluyen también varias páginas de las serie Building Stories, de la que se había publicado una historia en 30 planchas en el diario New York Times.
Además de Jimmy Corrigan, the Smartest Kid on Earth han aparecido otros dos volúmenes recopilando trabajos publicados anteriormente en The Acme Novelty Library: Quimby The Mouse (Fantagraphics Books, 2003) y The Acme Novelty Library (Pantheon Books, 2005). Asimismo, en 2003 se publica, en formato facsímil, un volumen recopilando bocetos y dibujos de C. Ware, The Acme Novelty Date-Book (1986-1995), al que seguirá un segundo volumen en 2007, The Acme Novelty Date-Book (1995-2002)
El trabajo de Ware no se limita al ámbito de la historieta, sino que se extiende también a la ilustración y el diseño. Dentro de este último cabe destacar el volumen 3 de The Rag-Time Ephemeralist, donde C. Ware (que tiene un gran interés por el estilo musical ragtime) actúa como editor y diseñador, y la edición de la serie clásica Krazy & Ignatz que publica actualmente la editorial estadounidense Fantagraphics, y en la que se encarga del diseño de los distintos volúmenes.

## Obra y estilo
La obra de Chris Ware es, tanto temática como estilísticamente, muy reconocible. En los últimos años su estilo ha influenciado a multitud de dibujantes de historietas que, en mayor o menor medida, han adoptado algunas de las propuestas y soluciones de Ware. Esto no es extraño si se tiene en cuenta que Jimmy Corrigan, the Smartest Kid on Earth ha sido el cómic que más interés ha generado, tanto dentro de los ámbitos de la historieta como fuera de los mismos, desde la publicación de Maus de Art Spiegelman.
Pese a ser el mayor renovador y experimentador del género en los últimos años, sus raíces se hunden en los autores clásicos de tiras y planchas de prensa estadounidenses de principio de siglo XX, principalmente Winsor McCay (Little Nemo in Slumberland), George Herriman (Krazy Kat) y Frank King (Gasoline Alley).
Ware, al igual que estos, no entiende el cómic como ilustración, ni como literatura, ni como una simple yuxtaposición de ambas, sino como un todo distinto de lo anterior.
Juega con la plancha, huyendo de la habitual secuencia lineal de viñetas: la composición de la página se puede complicar tanto cómo sea necesario para conseguir el efecto que el autor desea. Imagen y texto se funden: la imagen actúa como texto, simplificando el dibujo y convirtiéndolo, a veces, prácticamente en un simple signo, alejándose del realismo (Ware considera este una barrera para la implicación sentimental del lector); el texto, por el contrario, actúa muchas veces como imagen, retorciéndose, ocupando de forma completa la página, siendo más que escrito, dibujado.
Así, no puede decirse que Ware sea solamente un escritor o un dibujante, sino que también es un tipógrafo, un diseñador.
Todo lo anterior lleva a un dibujo icónico, de líneas rectas y colores planos, usando sencillas perspectivas. Esto ha llevado a que algunos hayan calificado, aunque sin negar su perfección formal, a la obra de C. Ware de fría y falta de emociones, aunque realmente es todo lo contrario: todos los recursos estilísticos están dirigidos a la transmisión de sentimientos.
Si bien cada una de las páginas de historieta que componen la obra de Ware son completamente identificables, no lo es menos el continente: la publicación que las agrupa y el diseño que les da coherencia.
Lo primero que llama la atención es la diversidad de tamaños y formatos: desde publicaciones minúsculas a tomos de proporciones inabarcables. Además de las historietas en sí, Ware incluye páginas repletas de larguísimos textos, anuncios que intentan vender los más bizarros productos o recortables, todo ello de acuerdo al estilo de las publicaciones de principios y mediados de siglo XX.
Así, aunque las historietas de Ware son, a veces, publicadas una y otra vez en distintos formatos (primero en prensa, luego en el The Acme Novelty Library y finalmente en volúmenes recopilatorios), su significado cambia en función del continente, convirtiéndose en una nueva lectura.
Argumentalmente Ware hace un uso, a lo largo de su obra, de distintos personajes. Sin embargo, ellos y/o las situaciones en las que se ven envueltos, comparten características comunes: abandono, desaliento, soledad, falta de comunicación, incomprensión, inseguridad, …
Recientemente (abril del 2010) la revista estadounidense Fortune rechazó una portada que había encargado a Ware para ilustrar el número especial que esta publicación dedica cada año a las 500 mayores empresas de EE. UU. por considerarla poco "correcta".